# Sylvain Marconnet
Sylvain Marconnet (Givors, 8 aprile 1976) è un ex rugbista a 15 francese, attivo principalmente nel ruolo di pilone.

## Biografia
Pilone sinistro, nel corso della sua carriera si è adattato efficacemente anche al ruolo di pilone destro, soprattutto a opera del C.T. francese Bernard Laporte che in tale posizione lo utilizzò nel corso della Coppa del Mondo di rugby 2003.
Nativo di Givors (Rodano-Alpi), ebbe le sue prime esperienze di rugby di un certo livello nella vicina Grenoble, club con il quale esordì in campionato a 18 anni nel 1994; dopo sole tre stagioni fu ingaggiato dallo Stade français.
Con i parigini, Marconnet ha totalizzato cinque titoli di campione francese più una Coppa nazionale, oltre a due finali di Heineken Cup, entrambe perse; nel 2010 lasciò il club della capitale per il Biarritz Olympique Pays Basque.
Esordiente in Nazionale nel 1998 contro l'Argentina durante i test di fine anno, prese parte al Cinque Nazioni 1999 e poi a tutti i tornei del Sei Nazioni dal 2001 al 2007, vincendone quattro, due dei quali, nel 2002 e 2004, con il Grande Slam.
Prese anche parte alla Coppa del Mondo di rugby 2003 in Australia classificandosi quarto con la sua Nazionale.
Vanta anche un invito nei Barbarians, in occasione di un incontro con un XV dell'Australia nel novembre 2011.

## Palmarès
- Campionati francesi: 5
Stade français: 1997-98, 1999-2000, 2002-03, 2003-04, 2006-07.
- Coppe di Francia: 1
Stade français: 1998-99.